# Медник жовтий
Ме́дник жовтий (Stomiopera flava) — вид горобцеподібних птахів родини медолюбових (Meliphagidae). Ендемік Австралії.

## Підвиди
Виділяють два підвиди:

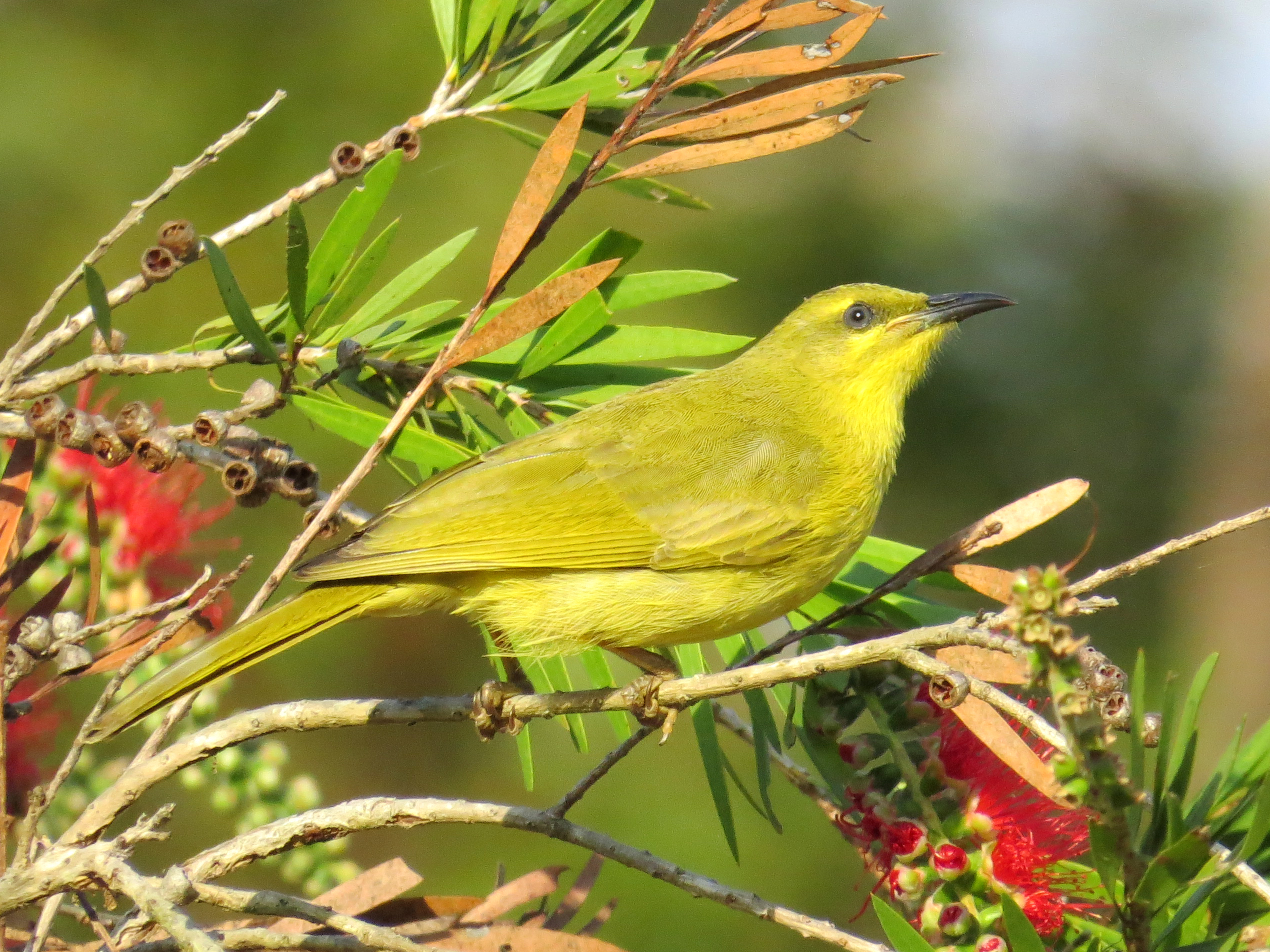
Жовтий медник

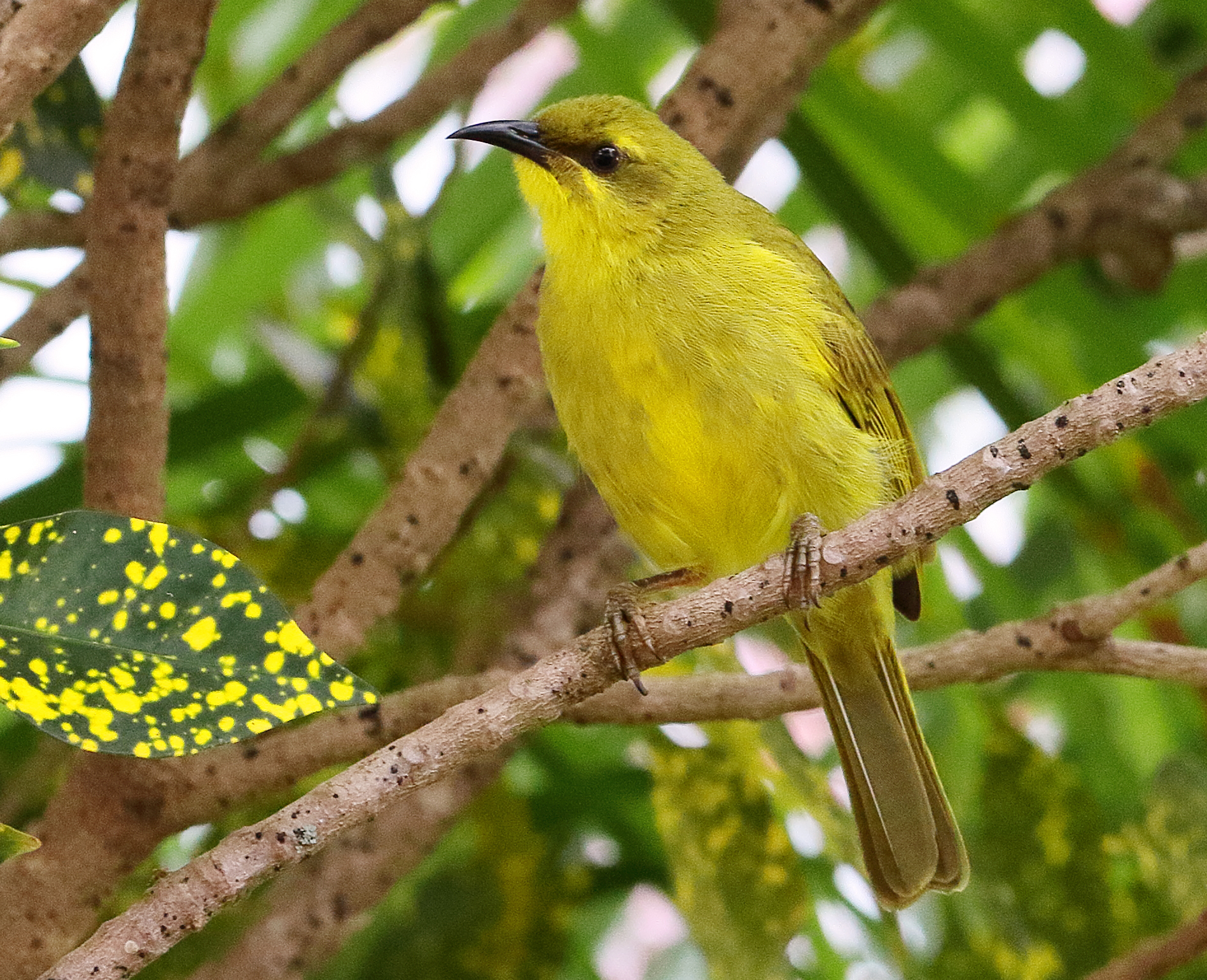
Жовтий медник

- S. f. flava (Gould, 1843) — півострів Кейп-Йорк;
- S. f. addenda (Mathews, 1912) — схід центрального Квінсленду.

## Поширення і екологія
Жовті медники є ендеміками Квінсленду. Вони живуть в сухих і вологих рівнинних тропічних лісах, в мангрових лісах, на болотах, полях, в парках і садах. 